# Francesco de’ Pazzi
Francesco de’ Pazzi (* 1444; † 26. April 1478 in Florenz) war ein Adliger aus dem Geschlecht Pazzi. Er war an der fehlgeschlagenen Pazzi-Verschwörung gegen Lorenzo il Magnifico in Florenz beteiligt und wurde danach getötet und am Palazzo della Signoria aufgehängt.

## Familie Pazzi
Die Pazzi waren eine reiche Adelsfamilie, die einen großen Einfluss auf die Bank von Florenz hatten. Francesco de’ Pazzi konnte es angeblich nicht ertragen, dass die Medici die Familie überholten und immer reicher wurden.

## Die Verschwörung
Die in Florenz herrschenden Medici sollten durch Francesco de’ Pazzi und Girolamo Riario, einen Neffen des damaligen Papstes Sixtus IV. (Francesco della Rovere), ersetzt werden. Das Attentat wurde am 26. April 1478 ausgeführt, jedoch fiel ihm nur Giuliano de’ Medici zum Opfer. Der Versuch, den Amtssitz des Gonfaloniere und die Signoria zu besetzen, wurde vereitelt, als der Erzbischof und das Oberhaupt der Salviati-Familie in einem Raum gefangen wurden, deren Türen verborgene Riegel hatten. Die wütenden Florentiner töteten die Verschwörer, die sie ergreifen konnten. Auch Francesco de’ Pazzi wurde noch am selben Tag getötet und am Palazzo della Signoria aufgehängt.

## Rezeption
Der Schriftsteller Eduard Mohr veröffentlichte 1862 ein „Trauerspiel in fünf Aufzügen“ mit dem Titel Francesco dei Pazzi.
Francesco de’ Pazzi ist im Computerspiel Assassin’s Creed II eines der „Attentatsziele“ der Hauptperson Ezio Auditore da Firenze und beruht vage auf der historischen Person.
Im Film Hannibal (2001), der Fortsetzung von Das Schweigen der Lämmer (1991), ermordet die titelgebende Figur Hannibal Lecter einen Nachfahren der Pazzi-Familie (einen Polizisten mit dem Namen Commendatore Rinaldo Pazzi, der mit seiner Frau Allegra Pazzi im aktuellen Florenz lebt) und bezieht sich dabei auf die historischen Hintergründe. Er erhängt sein Opfer nach dem gleichen Prinzip und an der gleichen Stelle.